# Хуан Карлос Алкала
Хуан Карлос Алкала (на испански: Juan Carlos Alcalá) е мексикански драматург. Наред с работата си в театъра, пише сценарии и за мексикански теленовели. Дебютът му в телевизията е през 1999 г. с теленовелата Романтични преживявания за компания TV Azteca, а от 2003 г. започва работа в компания Телевиса. Оттогава до 2017 г. Алкала е сценарист на проектите, продуцирани от Анджели Несма Медина.

## Творчество

### Теленовели

#### Адаптации
- Към морето (2025) оригинал от Джонатан Кучакович
- Твоят живот е моят живот (2024) оригинал от Карлос Еспиноса, Алексис Мардонес и Гилермо Гарсия
- Моят път е да те обичам (2022-2023) оригинал от Висенте Сабатини
- Разделена любов (2022) оригинал от Адриана Суарес и Хавиер Хиралдо
- Моето богатство е да те обичам (2021-2022) оригинал от Луис Фелипе Саламанка
- Признавам се за виновна (2017-2018) оригинал от Клаудио Ласели, Каролина Пармо, Мартин Квелер и Габриел Корадо
- Трите лица на Ана (2016) оригинал от Хорхе Лосано Сориано
- Нека Бог ти прости (2015) оригинал от Каридад Браво Адамс
- Това, което животът ми открадна (2013-2014) оригинал от Каридад Браво Адамс
- Бездната на страстта (2012) оригинал от Каридад Браво Адамс
- Изпълнена с любов (2010-2011) оригинал от Каролина Еспада и Росана Негрин
- Удар в сърцето (2008-2009) оригинал от Адриан Суар
- По дяволите красавците (2007-2008) оригинал от Енрике Торес
- Любовен облог (2004-2005) с Химена Суарес, версия от Габриела Ортигоса
- Романтични преживявания (1999) с Алейда Амая, оригинал от Алейда Амая

#### Коадаптации
- Втора част на Аз обичам неустоимия Хуан (2007) с Антонио Абаскал, адаптация от Габриела Ортигоса
- Любимо мое момиче (2003) адаптация от Габриела Ортигоса

#### Литературни редакции
- За една целувка (2000-2001) с Хуан Карлос Техеда и Кармен Сепулведа, адаптация от Габриела Ортигоса
- Камила (1998-1999) с Рикардо Техеда, Хуан Карлос Техеда и Кармен Сепулведа, адаптация от Габриела Ортигоса

### Театър
- ¡Va mi mami en prenda! или Poker de Reynas.[1][2]
- Amor en Tinta Rosa Mexicano[3]
- Círculo vicioso de un cuarteto amoroso[4][5]

## Награди и номинации
Награди TVyNovelas
| Година | Категория                       | Теленовела                      | Резултат  |
| ------ | ------------------------------- | ------------------------------- | --------- |
| 2018   | Най-добра история или адаптация | Признавам се за виновна         | Номиниран |
| 2015   | Най-добра история или адаптация | Това, което животът ми открадна | Печели    |
| 2013   | Най-добра история или адаптация | Бездната на страстта            | Номиниран |
| 2008   | Най-добра история или адаптация | Аз обичам неустоимия Хуан       | Номиниран |